# Douville-sur-Andelle
Douville-sur-Andelle é uma comuna francesa na região administrativa da Normandia, no departamento de Eure. Estende-se por uma área de 4,49 km². Em 2010 a comuna tinha 452 habitantes (densidade: 100,7 hab./km²).